# Gavazzana
Gavazzana és un municipi situat al territori de la província d'Alessandria, a la regió del Piemont (Itàlia). Limita amb els municipis de Cassano Spinola, Sant'Agata Fossili i Sardigliano.